# Hoop-La
Hoop-La is een Amerikaanse dramafilm uit 1933 onder regie van Frank Lloyd. Het scenario is gebaseerd op het toneelstuk The Barker (1927) van de Amerikaanse auteur Kenyon Nicholson. Destijds werd de film in Nederland uitgebracht onder de titel Hoepla.

## Verhaal
Lou werkt als danseres voor een rondreizend circusgezelschap. Ze verleidt de onnozele zoon van de circusdirecteur voor een weddenschap. Langzaamaan gaat ze beseffen dat ze oprechte gevoelens heeft voor hem. Ze moet ook verschillende hindernissen overwinnen om hun verhouding in stand te houden.

## Rolverdeling
| Acteur           | Personage     |
| ---------------- | ------------- |
| Clara Bow        | Lou           |
| Preston Foster   | Nifty Miller  |
| Richard Cromwell | Chris Miller  |
| Herbert Mundin   | Hap Spissel   |
| James Gleason    | Jerry         |
| Minna Gombell    | Carrie        |
| Roger Imhof      | Kolonel Gowdy |
| Florence Roberts | Ma Benson     |